# Colette Marchand
Pour les articles homonymes, voir Marchand.
Colette Marchand est une danseuse et actrice française née le 29 avril 1925 à Paris 14e et morte le 5 juin 2015 à Fontainebleau,,. Elle est connue pour avoir reçu le Golden Globe de la révélation féminine de l'année et avoir été nommée à l'Oscar de la meilleure actrice dans un second rôle pour Moulin Rouge.

## Biographie
Élève à l'école de danse de l'Opéra de Paris, dans les années 1940, Colette Marchand intègre le corps de ballet sous l'impulsion de Serge Lifar.
Elle rejoint, ensuite, la troupe de Roland Petit où elle devient danseuse étoile, notamment dans les créations du chorégraphe : L'Œuf à la coque, Carmen dont elle reprend le rôle-titre après Zizi Jeanmaire, et Les Demoiselles de la nuit.
Après un passage au music-hall et le tournage de plusieurs films en tant que comédienne, elle retourne à la danse classique, à la fin des années 1950, avec les ballets du Marquis de Cuevas.

## Filmographie

### Cinéma
- 1951 : Traité de bave et d'éternité d'Isidore Isou : Colette (voix)
- 1952 : Moulin Rouge de John Huston : Marie Charlet
- 1954 : Par ordre du tsar / Les Cloches n'ont pas sonné (Ungarische Rhapsodie) d'André Haguet : Princesse Caroline
- 1954 : Romantic Youth (court métrage) : la danseuse au magasin

### Télévision
- 1952 : Orient Express (série télévisée), épisode Portrait of a Lady de Steve Sekely: Nadine Valois
- 1966 : Le Miroir à trois faces : Orphée (téléfilm) d'André Fey : Eurydice

## Distinctions

### Récompenses
- Golden Globes 1953 : Golden Globe de la révélation féminine de l'année pour Moulin Rouge

### Nominations
- Oscars 1953 : nommée à l'Oscar de la meilleure actrice dans un second rôle pour Moulin Rouge

- Baftas 1954 : nommée au Bafta de la meilleure révélation pour Moulin Rouge